# Wobulenzi
Wobulenzi – miasto w Ugandzie, w dystrykcie Luweero.